# 陸維源
陸維源（1911年—1949年5月1日），字濬川，中華民國海軍上校，於國共內戰期間擔任永興艦艦長，1949年5月1日因下屬謀反，不從而被刺殺殉職，海軍嗣後將該艘軍艦更名為「維源艦」。

## 早年經歷
幼年入私塾，後入小學，畢業後，考入遵化省立第五中學，在校任學生會常任幹事。19歲中學畢業後，考入東北商船學校第二期，嗣後轉入青島海軍軍官學校。，並為桂永清親信之一。

## 軍旅生涯
1934年8月畢業後，以少尉候補副，派在鎮海艦實習，期滿調補海琛軍艦少尉航海員，駐防南京。

1937年，調同安軍艦任中尉航海員，旋改任威海衛海軍教導總隊第一大隊上尉教育副官。抗日戰争爆發，第三艦隊之艦艇均沉塞於青島港口，所有艦隊與教導總隊官兵，奉調漢口集中整訓，未幾，海軍第三艦隊改编爲江防要塞守備司令部，轄三個總隊，陸調守備第二總隊，仍任原職; 10月一度改任軍需職務，又調國民政府交通部航政局服務。

1944年冬，考選赴美國接艦，並進入邁阿密海軍訓練團受訓，又進入關港戰術研究班。

1946年6月，接運太平艦回國，並擔任少校副長，旋升峨嵋艦中校副長，嗣調海軍總部第三署作戰處計劃科科長。

1947年，調升永興艦艦長，時值中國東北戰事逆轉，國軍於華北告急，因其參加海軍戰鬥序列有功，榮獲光甲、千甲等獎章。

1949年，國軍於徐蚌會戰失利。4月，永興艦開往上海，擔任江陰一帶防務，陸維源任江陰區海軍指揮官。

### 殉職經過
1949年5月1日以航海官陳萬邦（海軍官校37年班）為首與軍需官等潛伏份子，囚禁艦上人員，並逼迫艦長陸維源廣播宣告投共，並將軍艦開往東北，但陸維源不從，更利用廣播系統大為訓斥，遭刺殺而光榮殉職。
之後在艦上發生格鬥，叛艦者皆被擊斃，而「永興」艦得以保全，國軍所有的該級艦全部成功轉往台灣，無任何同級軍艦叛變成功。

同年9月，海軍將本艦改名為「維源」艦，以為紀念，並將艦艇編號由PCE-869改為PCE-42。

#### 影響
從1949年2月至12月，在不到一年的時間裡，國軍共有21起海軍叛變事件，叛變艦艇97艘，參與官兵三千八百多人，永興艦與「接29號艦」、「美頌艦」、「崑崙艦」共四艦，並列少數叛變失敗的軍艦。